# MTV Video Music Award a legnagyobb áttörésért
Az MTV Video Music Award a legnagyobb áttörésért díjat az első MTV Video Music Awardson adták át először. A kategória a Legtöbbet újító videó kategóriát váltotta. A Legjobb rendezés mellett ezt a díjat tartották az egyik legfontosabb szakmai díjnak (egy ideig a fő-show keretein belül adták át). 1988-tól 2005-ig minden éven átadták, ekkor hároméves szünet következett. 2009-ben az MTV úgy döntött, hogy visszahozza a kategóriát, 2011-ben azonban ismét megszüntették.
A kategória két nagy győztese a R.E.M. és Fatboy Slim, akik kétszer nyerték el a díjat. Az egyetlen formáció, amely a Legtöbbet újító videó és a Legnagyobb áttörés kategóriákban is nyert, a The Art of Noise.
| Év   | Győztes                                          | További jelöltek                                                                                 |
| ---- | ------------------------------------------------ | ------------------------------------------------------------------------------------------------ |
| 1988 | INXS — Need You Tonight/Mediate                  | - George Harrison — When We Was Fab - Squeeze — Hourglass - Suzanne Vega — Luka - XTC — Dear God |
| 1989 | The Art of Noise (közreműködik Tom Jones) — Kiss | - Jody Watley — Real Love                                                                        |
| 1990 | Tears for Fears — Sowing the Seeds of Love       | - Red Hot Chili Peppers — Higher Ground                                                          |
| 1991 | R.E.M. — Losing My Religion                      | - Seal — Crazy                                                                                   |
| 1992 | Red Hot Chili Peppers — Give It Away             | - Van Halen — Right Now                                                                          |
| 1993 | Los Lobos — Kiko and the Lavender Moon           | - Porno for Pyros — Pets                                                                         |
| 1994 | R.E.M. — Everybody Hurts                         | - Nine Inch Nails — Closer                                                                       |
| 1995 | Weezer — Buddy Holly                             | - TLC — Waterfalls                                                                               |
| 1996 | The Smashing Pumpkins — Tonight, Tonight         | - Radiohead — Just                                                                               |
| 1997 | Jamiroquai — Virtual Insanity                    | - Radiohead — Paranoid Android                                                                   |
| 1998 | The Prodigy — Smack My Bitch Up                  | - Roni Size/Reprazent — Brown Paper Bag                                                          |
| 1999 | Fatboy Slim — Praise You                         | - Unkle (közreműködik Thom Yorke) — Rabbit in Your Headlights                                    |
| 2000 | Björk — All Is Full of Love                      | - Supergrass — Pumping on Your Stereo                                                            |
| 2001 | Fatboy Slim — Weapon of Choice                   | - Robbie Williams — Rock DJ                                                                      |
| 2002 | The White Stripes — Fell in Love with a Girl     | - Maxwell — This Woman's Work                                                                    |
| 2003 | Coldplay — The Scientist                         | - Sum 41 — The Hell Song                                                                         |
| 2004 | Franz Ferdinand — Take Me Out                    | - The White Stripes — The Hardest Button to Button                                               |
| 2005 | Gorillaz — Feel Good Inc.                        | - U2 — Vertigo                                                                                   |
| 2006 | A díjat nem adták át                             | A díjat nem adták át                                                                             |
| 2007 | A díjat nem adták át                             | A díjat nem adták át                                                                             |
| 2008 | A díjat nem adták át                             | A díjat nem adták át                                                                             |
| 2009 | Matt & Kim — Lessons Learned                     | - Yeah Yeah Yeahs — Heads Will Roll                                                              |
| 2010 | The Black Keys — Tighten Up                      | - Gorillaz (közreműködik Bobby Womack és Mos Def) — Stylo                                        |